# Las Bodas
Las Bodas es un pueblo perteneciente al término municipal de Boñar (provincia de León, situado al noroeste de España).
Tiene una población de 36 habitantes, 18 hombres y 18 mujeres (INE 2009).

## Ubicación
Las Bodas está ubicada al noreste de la provincia de León, a unos 50 km de la capital leonesa y a 3 km de la Villa de Boñar.

## Demografía
| 47                         | 49 | 54 | 52 | 48 | 42 | 42 |
| (Fuente: [cita requerida]) |    |    |    |    |    |    |

## Patrimonio

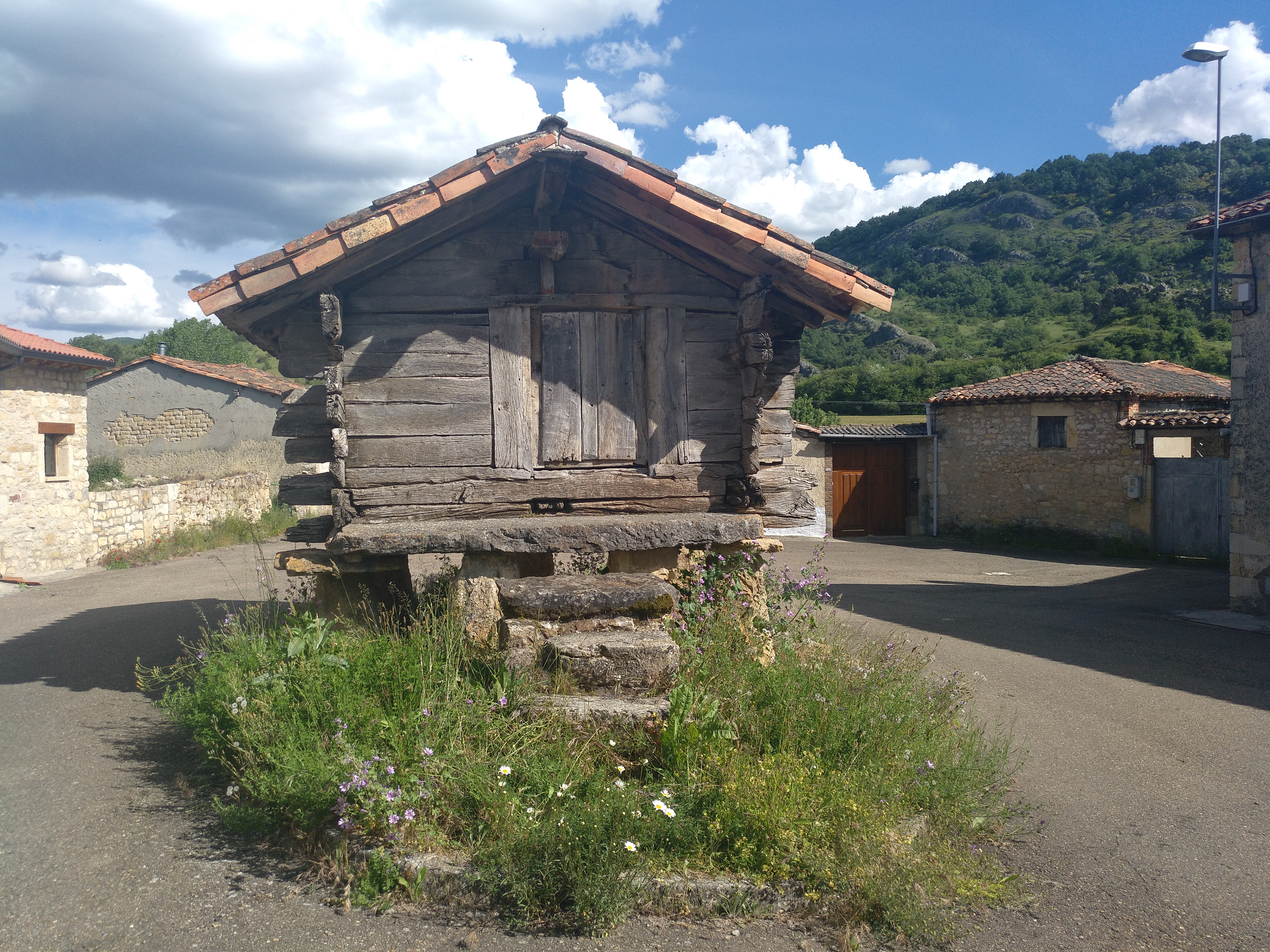
Hórreo de Las Bodas.

Existe aquí la Cueva de los Murciélagos con bellas estalactitas y estalagmitas.
Su iglesia parroquial es románica y data del siglo XIII. Tiene esculturas de mérito. Su titular es San Pelayo y celebra sus fiestas patronales el 26 de junio. 
En Las Bodas, está emplazado el que es considerado el hórreo más antiguo de España, datado según los últimos estudios, del siglo XVII. La mayor particularidad de la construcción está en el tipo de construcción con tablones muy arcaicos en disposición horizontal.